# Gymnázium Mimoň
Gymnázium Mimoň, Letná 263, 471 24 Mimoň, je gymnázium, jehož zřizovatelem je Liberecký kraj. Je v části města Mimoň IV - Letná.

## Vznik
Po roce 1953 bylo na Letné postupně vybudováno původně jen armádní sídliště. Později přibyly domy i pro civilní obyvatelstvo. Po roce 1968 zde byla postavena budova desetileté školy pro děti sovětských důstojníků posádky, která tehdy obsadila mimoňské letiště. Tuto školu v první polovině 80. let navštěvovali také bratři Vitalij Klyčko a Volodymyr Klyčko, jejichž otec v Mimoni sloužil. Když sověti po roce 1990 odešli, budova byla po čase a úpravách využita pro gymnázium. Od roku 1990 byla škola nejprve pobočkou Gymnázia Česká Lípa, přičemž od 1. září 1991 se osamostatnila a získala vlastní právní subjektivitu.

## Zaměření školy
Škola s maximální kapacitou 360 žáků poskytuje vzdělání v gymnaziálním oboru: KKOV 79-41-K/81 Gymnázium (osm let studia). Čtyřletý studijní obor KKOV 79-41-K/41 byl postupně do roku 2017 utlumen a dnes již nabízen není. Od 1. 9. 2014 měla škola zařazen také maturitní obor 75-41-M/01 Sociální činnost (čtyři roky studia), nicméně také tento obor byl po několika letech pro malý zájem ukončen.
Spádovou oblastí jsou pro školu města Mimoň, Stráž pod Ralskem, Ralsko a jejich okolí, tzv. Mikroregion Podralsko (bývalý vojenský prostor Ralsko), dále Doksy, Jablonné v Podještědí, Zákupy, výjimkou nejsou žáci z České Lípy, Nového Boru a Rynoltic.

## Další informace
V roce 2006 škola vytvořila naučnou stezku Ralsko, která spojuje město s nedalekou horou Ralsko.
Škola od roku 2016 podporuje projekt Fair trade.
Na podzim 2013 školu navštívil v rámci své pracovní cesty do Mimoně liberecký hejtman Martin Púta. Ředitelka školy Emílie Ráčková jej seznámila s nedobrým stavem tělocvičny. O několik let později byla tělocvična opravena.